# LWP Cmg (Wien)
Die LWP Cmg mit den Betriebsnummern 1600–1609 waren zehn Gleichstrom-Triebwagen der Elektrischen Lokalbahn Wien-Landesgrenze nächst Hainburg (LWP), die sie auf der Wiener Stadtstrecke der Pressburger Bahn einsetzte. Passend dazu existierten neun baugleiche Beiwagen der Gattung Ch mit den Betriebsnummern 1525–1533.

## Geschichte

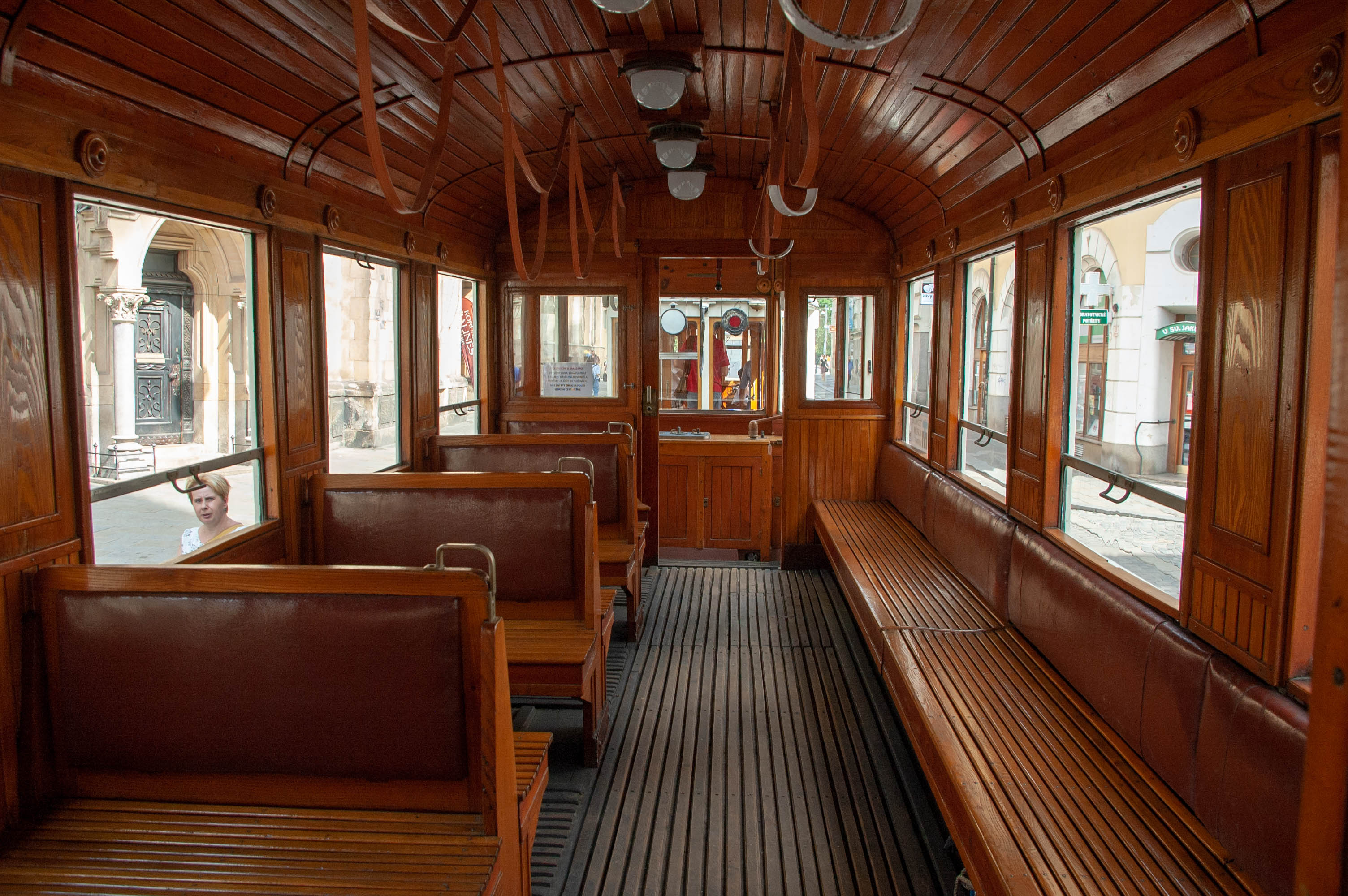
Inneneinrichtung

Die Pressburger Bahn wies, neben der mit Wechselstrom betriebenen Überlandstrecke, auch zwei mit Gleichstrom betriebene Stadtstrecken auf. Für die Wiener Stadtstrecke wurden 1913 zehn zweiachsige Gleichstrom-Triebwagen mit der Bezeichnung Cmg 1600–1609 beschafft. Sie glichen den damaligen Straßenbahnfahrzeugen und gelten als Vorgänger der Type M der Wiener Straßenbahn beziehungsweise der Type N der Wiener Elektrischen Stadtbahn.
Die von der P.O.H.É.V. für die Pressburger Stadtstrecke beschafften Triebwagen unterschieden sich wesentlich von den Wiener Triebwagen, wurden aber ebenfalls als Cmg bezeichnet.
Die Wiener Triebwagen hatten außen eine Verschalung aus Teakholz und waren weiß und natur nach Entwürfen des Architekten Otto Wagner lackiert, der auch den Innenraum gestaltete. Da sich der Verkehr nicht wie gehofft entwickelte, wurden bereits 1915 drei Triebwagen (1602–1604) an die Straßenbahn Brünn verkauft.

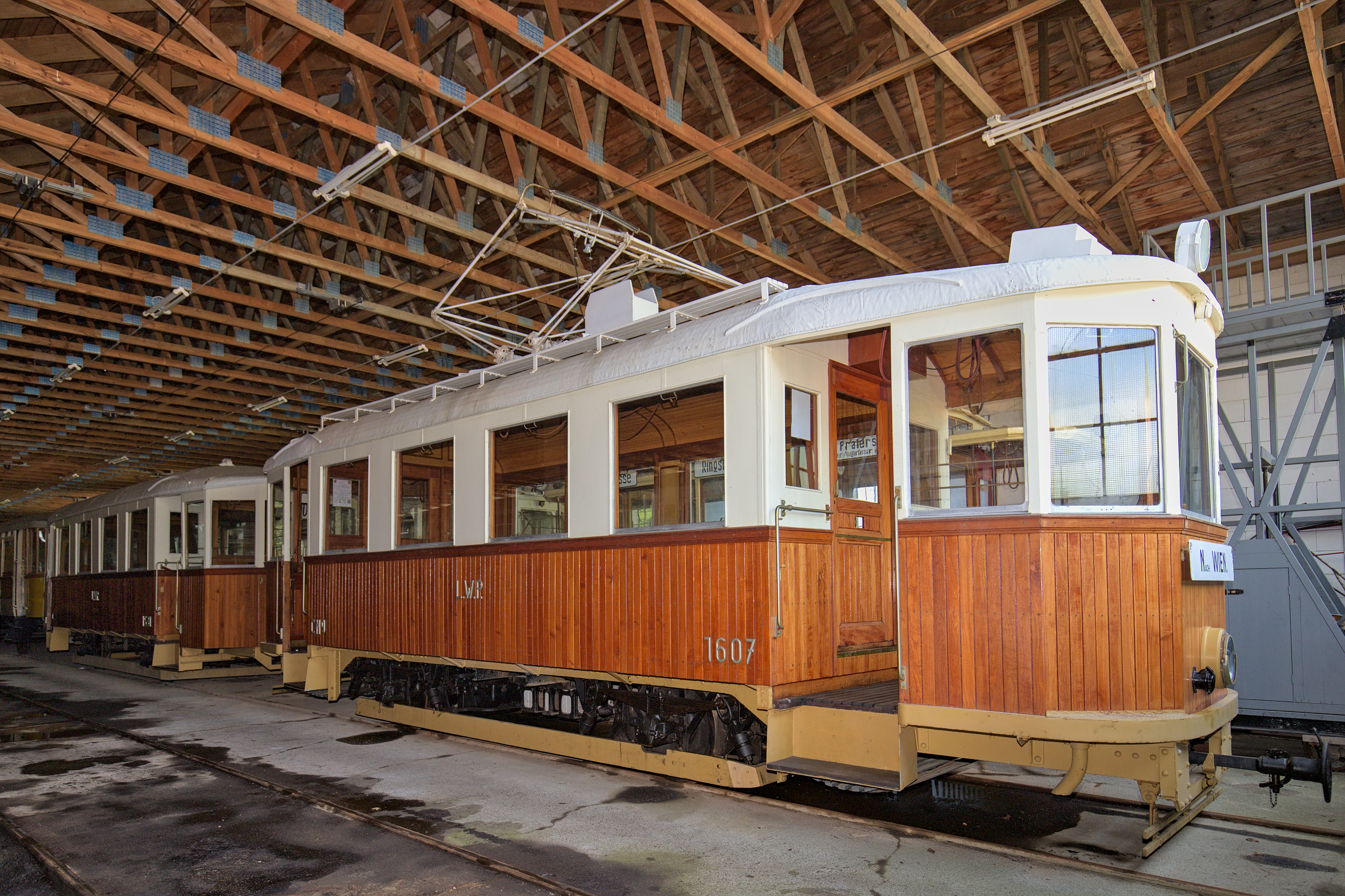
Cmg 1607 mit Beiwagen in Mariazell

Die BBÖ übernahmen die restlichen Triebwagen bei der Verstaatlichung 1921 als ET 24.01–07. Nach 1938 zeichnete die Deutsche Reichsbahn die Triebwagen in ET187 21–27 um. Die ehemaligen Wagen 1601, 1606 und 1608 wurden 1944 bombengeschützt im Bahnhof Frischau bei Brünn hinterstellt, von wo sie 1945 ebenfalls zur Brünner Straßenbahn kamen. Die ehemaligen LWP-Triebwagen bildeten dort die Nummern 14 bis 18, der ehemalige 1604 fiel in Brünn den Kriegswirren zum Opfer.
Nach 1945 wurde die Gleichstromstrecke nicht mehr in Betrieb genommen, die verbliebenen Triebwagen erhielten zwar noch die ÖBB-Nummern 4924.01 (1600), 4924.03 (1605), 4924.05 (1607) und 4924.07 (1609), wurden aber schon 1954 ausgemustert. Der ehemalige Wagen 1607 kam zum VEF als Clubwagen und befindet sich jetzt im Eigentum der Museumstramway Mariazell–Erlaufsee.
Die fünf verbliebenen Triebwagen der Brünner Straßenbahn wurden 1964 ausgemustert, der ehemalige Wagen 1603 (in Brünn zuerst 57, dann 15, zuletzt als Arbeitsfahrzeug 815) befindet sich wieder mit der Nummer 57 im Technischen Museum Brünn.